# Phlaeobida carinata
Phlaeobida carinata är en insektsart som beskrevs av Liu, Jupeng och Hongchang Li 1995. Phlaeobida carinata ingår i släktet Phlaeobida och familjen gräshoppor. Inga underarter finns listade i Catalogue of Life.